# Loubský tunel
Loubský tunel je železniční tunel č. 73 v části Děčín I města Děčína mezi stanicí Děčín východ dolní nádraží a překladištěm Loubí v km 0,503–0,627.

## Historie
V roce 1880 bylo v oblasti Loubí společnostmi Rakouská severozápadní dráha a Rakouská severozápadní paroplavební společnost vybudováno překladiště. Byly postaveny pobřežní zdi, dvě odstavné koleje a tunel pro jednu vlečnou kolej. V roce 1882 rampy a administrativní budovy. Trať byla vybudována jako vlečka do říčního přístavu v Loubí (Terminál Děčín). Tunel byl postaven v roce 1892.
Tunel byl v roce 2018 navržen k opravě v rámci Optimalizace traťového úseku Děčín východ (mimo) – Děčín-Prostřední Žleb (mimo).

## Geologie
Oblast se nachází v geomorfologickém podcelku Děčínské vrchoviny s okrskem Sněžnická hornatina podokrsku Děčínské kuesty. Z geologického hlediska je tvořena křídovými pískovci.

## Popis
Jednokolejný tunel byl postaven na trati mezi stanicí Děčín východ dolní nádraží a překladištěm Loubí. Tunel a železniční zářez byl vybudován pod Popravčím vrchem. Tunel má svislé stěny, klenbu segmentovou v délce 41,5 m a klenbu deskovou v délce 82,5 m. Nadloží je od 0,8 do 2 m. Přes tunel vede místní komunikace a železniční trať.
Tunel leží v nadmořské výšce 135 m a je dlouhý 124 m.